# إقليم زامبيزي
اقليم زامبيزي (بالإنجليزية: Zambezi Region)‏ هو أقليم في ناميبيا، يتبع ناميبيا، بلغ عدد سكانه 90٬100 نسمة، في 2011، عاصمته كاتيما موليلو، تبلغ مساحته 14٬528 كيلومتر مربع.

## التقسيمات الإدارية
- Judea Lyaboloma Constituency [الإنجليزية]‏
- Kabbe North [الإنجليزية]‏
- Kabbe South [الإنجليزية]‏
- Katima Mulilo Rural [الإنجليزية]‏
- Katima Mulilo Urban [الإنجليزية]‏
- Kongola Constituency [الإنجليزية]‏
- Linyanti Constituency [الإنجليزية]‏
- Sibbinda Constituency [الإنجليزية]‏.